# Anna Bergendahl
Anna Henrietta Bergendahl, född 11 december 1991 i Hägersten i Stockholm, är en svensk sångerska, låtskrivare och läkare. 
Bergendahl blev känd genom sin medverkan i Idol 2008 där hon slutade på femte plats. Det stora genombrottet kom dock när hon deltog i Melodifestivalen 2010 med låten "This Is My Life". I och med vinsten blev hon också Sveriges representant i Eurovision Song Contest 2010 och fick tävla i den andra semifinalen, där hon blev utslagen och hamnade på elfte plats, sex poäng från att gå till final. Hennes bidrag är hittills det enda svenska bidraget som inte har kvalat in i Eurovision-finalen.
Bergendahl framträdde inför publik första gången vid åtta års ålder med Céline Dions låt My Heart Will Go On i katedralen i York, Storbritannien. Som 12-åring medverkade hon även i TV4-programmet Super Troupers med låten "Play That Funky Music", år 2004.
År 2016 började Bergendahl att studera till läkare. I januari 2023 avlade Bergendahl läkarexamen.

## Biografi

### 2008–2009: Idol
Anna Bergendahl sökte med framgång till den femte säsongen av TV4:s talangserie Idol 2008 med låten Have a Heart och fick god kritik av juryn, som då bestod av Laila Bagge, Anders Bagge och Andreas Carlsson.  Vidare i programmet framförde hon låtarna Mamma Mia, Stad i ljus, Save Up All Your Tears, Bleeding Love, Release Me, The Best samt Over the Rainbow. Bergendahl placerade sig på femte plats i tävlingen.

### 2010–2011: Melodifestivalen och Eurovision
Bergendahl deltog i Melodifestivalen 2010 med låten This is My Life, skriven av Kristian Lagerström (text) och Bobby Ljunggren (musik). Låten vann finalen i Globen den 13 mars med 214 poäng. Bergendahl fick därför också representera Sverige i Eurovision Song Contest 2010 i Oslo. This is My Life var den första balladen att vinna festivalen sedan 1998, då Kärleken är vann. Låten var också Sveriges 50:e bidrag i Eurovision Song Contest. 
Bidraget tog sig inte vidare till finalen efter semifinal 2 och hamnade på elfte plats strax efter Cypern. Det var första gången någonsin sedan kvalomgångarna infördes år 2004 som Sverige missade finalen i Eurovision Song Contest.
Efter Eurovision Song Contest åkte Bergendahl ut på turné i Sverige och medverkade i populära program såsom Allsång på Skansen, Sommarkrysset och Lotta på Liseberg.

### 2012–2013: Something To Believe In och USA
Den 22 augusti 2012 gavs singeln Live And Let Go ut. Den producerades och spelades in i Los Angeles och återfinns på Bergendahls andra studioalbum, Something To Believe In, som kom ut den 24 oktober 2012. Albumet lanserades även i januari 2013 via Decca Records i USA. Låtarna på albumet skrevs och producerades av Bergendahl själv tillsammans med Larry Klein. I december 2013 visade SVT en dokumentär om Bergendahls liv i USA.

### 2014–2017: Ny musik, läkarstudier och FN
Under 2014 skrev Bergendahl musik ihop med producenten och låtskrivaren Tobias Fröberg.  Samarbetet resulterade i två singlar som gavs ut år 2015, Business och For You  . I oktober samma år koms även en EP, Live From Sandkvie Studio med akustiska covers på Bergendahls egna låtar.  År 2016 tog Bergendahl ett steg tillbaka från musiken för att fokusera på studier vid läkarprogrammet på Örebro universitet, och även sitt arbete som goodwill-ambassadör i projektet ’’Flicka’’ för FN.

### 2018–framåt: Melodifestivalen och topplaceringar på radio
Under 2018 gav Bergendahl, förutom flera singlar, även ut EP:n We Were Never Mean to Be Heroes samt jullåten Just Another Christmas. Året därpå ställde hon upp i Melodifestivalen 2019 för andra gången med låten Ashes to Ashes och tog sig till final via Andra chansen. I finalen slutade hon på tionde plats. Ashes to Ashes placerade sig på första plats på svensk radio samt sålde platina. 
Bergendahl deltog även i Melodifestivalen 2020 med låten Kingdom Come och placerade sig där på tredje plats. Låten blev den andra mest spelade på svensk radio och sålde även platina. Senare under året kom singeln Thelma and Louise, som befann sig på tredje plats på radio som bäst. 
EP:n Vera gavs ut i oktober 2020 och innehåller fem egenskrivna låtar med Bergendahl. I slutet av året kom julsingeln It Never Snows In California.
År 2021 gav Bergendahl ut  låten 'Grain Of Trust' samt 'Bottom Of This Bottle' var av den senare är en duett med Tyler Rich.
Bergendahl tävlar i Melodifestivalen 2022 med bidraget Higher Power. Bidraget som deltog i den fjärde deltävlingen kvalificerade sig till semifinal (som tidigare hette Andra chansen) och tog sig därifrån vidare till finalen. 

## Diskografi

### Singlar
- 2010 – This Is My Life (#1)
- 2010 – The Army
- 2012 – Live And Let Go
- 2013 – I Hate New York
- 2015 – Business
- 2015 – For You
- 2018 – Vice
- 2018 – Broken Melody
- 2018 – Raise The Vibe
- 2018 – Just Another Christmas
- 2019 – Ashes to Ashes (#12)
- 2019 – Home
- 2019 – Speak Love
- 2020 – Kingdom Come (#9)
- 2020 – Thelma and Louise
- 2020 – It Never Snows In California
- 2021 - Grain Of Trust
- 2021 - Bottom Of This Bottle
- 2021 - Christmas Day
- 2022 - Higher Power
- 2022 - Demons and Dreams

### Idolsinglar (placering påSverigetopplistan)
- 2008 – Release Me (Live) (#58)
- 2008 – Save Up All Your Tears (#57)
- 2008 – Bleeding Love (#60)
- 2008 – Over the Rainbow (#53)

### Album
- 2010 – Yours Sincerely (#1)
- 2012 – Something to Believe In (#13)

### EP
- 2012 – Anna Bergendahl EP
- 2015 – Live From Sandkvie Studio
- 2018 – We Were Never Meant to Be Heroes
- 2020 – Vera